# Дубровин, Константин
Константи́н Дубро́вин (нем. Konstantin Dubrovin; род. 4 января 1977, Киев) — немецкий пловец украинского происхождения, специалист по плаванию вольным стилем. Выступал на международном уровне за сборную Германии в середине 1990-х годов, бронзовый призёр летних Олимпийских игр в Атланте, обладатель бронзовой медали чемпионата Европы на короткой воде.

## Биография
Константин Дубровин родился 4 января 1977 года в городе Киеве Украинской ССР. Впоследствии жил и тренировался в Германии, на соревнованиях так же представлял сборную этой страны. Проходил подготовку в Мюнхене в спортивном клубе 1. Münchner Sportverein.
Наибольшего успеха в своей спортивной карьере добился в сезоне 1996 года, когда удачно выступил на чемпионате Германии в Брауншвейге в зачёте плавания вольным стилем на 200 метров и вошёл в основной состав немецкой национальной сборной. Благодаря череде удачных выступлений удостоился права защищать честь страны на летних Олимпийских играх в Атланте — стартовал здесь в первом предварительном заплыве эстафеты 4 × 200 метров вольным стилем, совместно с товарищами по команде Кристианом Келлером, Оливером Лампе и Штеффеном Цеснером показал время 7:22,17 и помог Германии квалифицироваться в финал с четвёртой позиции. В финальном решающем заплыве участия не принимал, его и Лампе тренеры заменили Аймо Хайльманом и Кристианом Трёгером. В итоге немецкие пловцы заняли третье место, уступили только американцам и шведам, завоевав тем самым бронзовые олимпийские медали.
Став бронзовым олимпийским призёром, Дубровин ещё некоторое время оставался в составе плавательной сборной Германии. Так, в декабре того же 1996 года он побывал на чемпионате Европы на короткой воде в Ростоке, откуда привёз награду бронзового достоинства, выигранную в плавании вольным стилем на дистанции 200 метров — в финале пропустил вперёд соотечественника Ларса Конрада и британца Эндрю Клейтона.